# Elecciones seccionales de Ecuador de 2000
Las elecciones seccionales de Ecuador de 2000 se realizaron el 21 de mayo de 2000 para renovar los cargos de 22 prefectos, 89 consejeros provinciales, 215 alcaldes y 880 concejales cantonales para los periodos 2000-2002 y 2000-2004.

## Resumen de resultados por partido

### Prefecturas
| Partido político                                     | N.º de Prefectos |
| ---------------------------------------------------- | ---------------- |
| Partido Social Cristiano (PSC)                       | 5                |
| Movimiento de Unidad Plurinacional Pachakutik (MUPP) | 5                |
| Izquierda Democrática (ID)                           | 4                |
| Partido Roldosista Ecuatoriano (PRE)                 | 4                |
| Democracia Popular (DP)                              | 3                |
| Partido Socialista Frente Amplio (PS-FA)             | 2                |
| Movimiento Popular Democrático (MPD)                 | 2                |
| Frente Radical Alfarista (FRA)                       | 2                |
| Independientes/Locales                               | 5                |
| Total                                                | 22               |

### Alcaldías
| Partido político                                     | N.º de Alcaldes |
| ---------------------------------------------------- | --------------- |
| Partido Social Cristiano (PSC)                       | 65              |
| Partido Roldosista Ecuatoriano (PRE)                 | 37              |
| Democracia Popular (DP)                              | 36              |
| Izquierda Democrática (ID)                           | 33              |
| Movimiento de Unidad Plurinacional Pachakutik (MUPP) | 30              |
| Independientes/Locales                               | 26              |
| Partido Socialista Frente Amplio (PS-FA)             | 18              |
| Movimiento Popular Democrático (MPD)                 | 18              |
| Concentración de Fuerzas Populares (CFP)             | 12              |
| Frente Radical Alfarista (FRA)                       | 9               |
| Partido Conservador Ecuatoriano (PCE)                | 7               |
| Movimiento Ciudadanos Nuevo País (MCNP)              | 5               |
| Partido Liberal Radical Ecuatoriano (PLRE)           | 5               |
| Total                                                | 215             |

Fuente:

## Resultados

### Azuay

#### Ganadores
| Dignidad              | Candidato ganador                | Partido o alianza |
| --------------------- | -------------------------------- | ----------------- |
| Prefectura Provincial | Marcelo Cabrera Palacios         | DP                |
| Cuenca                | Fernando Cordero Cueva           | MCNP              |
| Chordeleg             | Jorge Coello González            | PS-FA - MPD       |
| El Pan                | Marcos López López               | PS-FA - MPD       |
| Girón                 | Fausto Loja                      | MPD - MUPP        |
| Guachapala            | Bosco Castillo Orellana          | PSC               |
| Gualaceo              | Serafín Orellana Izquierdo       | MPD - MUPP        |
| Nabón                 | Amelia Cristina Erraez Ordóñez   | MUPP              |
| Oña                   | Luis Antonio Coronel             | PRE               |
| Paute                 | Helioth Onofre Trelles Méndez    | DP - PSC          |
| Pucará                | Milton Mogrovejo Cabrera         | MUPP              |
| San Fernando          | Julio Serafin Moscoso Durán      | MTPSF             |
| Santa Isabel          | Rodrigo Quezada Ramón            | MPD - PS-FA       |
| Sevilla de Oro        | Victor Rubio Fajardo             | DP                |
| Sigsig                | Honorato Marcelino Granda Granda | PS-FA - MPD       |

Fuente:

### Bolívar

#### Ganadores
| Dignidad              | Candidato ganador           | Partido o alianza |
| --------------------- | --------------------------- | ----------------- |
| Prefectura Provincial | Fabián Aguilar Ibarra       | MUPP              |
| Guaranda              | Arturo Yumbay Illigama      | MUPP              |
| Caluma                | Victor Hugo Figueroa Aguiar | PSC               |
| Chillanes             | William Angulo Verdezoto    | PRE               |
| Chimbo                | Nelson Bosquez Águila       | DP                |
| Echeandía             | Milton Barragán Apunte      | MUPP              |
| Las Naves             | Froilán Aldáz Nuñez         | PRE               |
| San Miguel            | Vinicio Coloma Romero       | DP                |

Fuente:

### Cañar

#### Ganadores
| Dignidad              | Candidato ganador             | Partido o alianza       |
| --------------------- | ----------------------------- | ----------------------- |
| Prefectura Provincial | Diego Ormaza Andrade          | MPD - PS-FA             |
| Azogues               | Victor Hugo Molina Encalada   | MPD - PS-FA             |
| Biblián               | Bolívar Montero Zea           | PSC                     |
| Cañar                 | Victor Cardenas Ordoñez       | ID - MPD - PS-FA - MUPP |
| Déleg                 | Jorge Leonardo Flores Sánchez | DP - PSC                |
| El Tambo              | Pablo Vega Paredes            | PCE                     |
| La Troncal            | Jimmy Araujo Cárdenas         | PRE                     |
| Suscal                | Manuel Castro Mayancela       | MUPP                    |

Fuente:

### Carchi

#### Ganadores
| Dignidad              | Candidato ganador             | Partido o alianza           |
| --------------------- | ----------------------------- | --------------------------- |
| Prefectura Provincial | René Yandún Pozo              | ID                          |
| Tulcán                | Pedro Velasco Erazo           | ID                          |
| Bolívar               | Jorge Alexander Angulo Davila | PCE - DP - PSC - FRA - MIJD |
| Espejo                | Marco Flores Herrera          | ID                          |
| Mira                  | Fausto Ruiz Quinteros         | PRE                         |
| Montúfar              | Homero Cadena Andino          | ID                          |
| San Pedro de Huaca    | Francisco Salazar Revelo      | ID                          |

Fuente:

### Chimborazo

#### Ganadores
| Dignidad              | Candidato ganador          | Partido o alianza              |
| --------------------- | -------------------------- | ------------------------------ |
| Prefectura Provincial | Alfonso Burbano Aráuz      | MAP                            |
| Riobamba              | Fernando Guerrero Guerrero | ID - MPD - PS-FA - MUPP - MCNP |
| Alausí                | William Palacios Molina    | ID - MPD - PS-FA - MUPP - MCNP |
| Chambo                | Luis Escobar Garcés        | PSC                            |
| Chunchi               | Eudoro Flores Ordóñez      | PRE                            |
| Colta                 | Pedro Curichumbi Yupanqui  | MAJ                            |
| Cumandá               | Edgar Maquisaca Bermeo     | ID - MPD - PS-FA - MUPP - MCNP |
| Guamote               | José Delgado Vimos         | MUPP                           |
| Guano                 | Oswaldo Estrada Avilés     | MAP                            |
| Pallatanga            | Tomás Curicama Guamán      | ID - MPD - PS-FA - MUPP - MCNP |
| Penipe                | Juan Alberto Salazar López | MAP                            |

Fuente:

### Cotopaxi

#### Ganadores
| Dignidad              | Candidato ganador             | Partido o alianza |
| --------------------- | ----------------------------- | ----------------- |
| Prefectura Provincial | César Umajinga Guamán         | MUPP              |
| Latacunga             | Rubén Terán Vásconez          | PSC               |
| La Maná               | Rodrigo Armas Cajas           | MICLD             |
| Pangua                | Alfonso Benítez Villacreses   | PSC               |
| Pujilí                | Luis Marcelo Arroyo Ruiz      | ID                |
| Salcedo               | Guillermo Pacheco Parreño     | DP                |
| Saquisilí             | José Antonio Llumitasig       | MUPP              |
| Sigchos               | Hugo Enrique Arguello Navarro | MUPP              |

Fuente:

### El Oro

#### Ganadores
| Dignidad              | Candidato ganador                        | Partido o alianza |
| --------------------- | ---------------------------------------- | ----------------- |
| Prefectura Provincial | Montgómery Sánchez Reyes                 | PRE               |
| Machala               | Mario Minuche Murillo (Hijo)             | PRE               |
| Arenillas             | José Paladines Alverca                   | PCE - PSC         |
| Atahualpa             | Jorge José Ruilova Tinoco                | PSC               |
| Balsas                | Victor Asanza Romero                     | PRE               |
| Chilla                | Victor Nagua Cojitambo                   | PRE               |
| El Guabo              | Manuel Guillermo Enrique Serrano Carrión | PSC               |
| Huaquillas            | Manuel Aguirre Piedra                    | FIMA              |
| Las Lajas             | Enrique González Espinoza                | PSC               |
| Marcabelí             | Efrén Calozuma Armijos                   | DP - ID           |
| Pasaje                | Jackson Encalada Erráez                  | PRE               |
| Piñas                 | Jaime Wilson Granda Romero               | PRE               |
| Portovelo             | Segundo Orellana Espejo                  | PRE - DP          |
| Santa Rosa            | Clemente Bravo Riofrío                   | CFP               |
| Zaruma                | Norman Astudillo Ordóñez                 | PRE               |

Fuente:

### Esmeraldas

#### Ganadores
| Dignidad              | Candidato ganador          | Partido o alianza |
| --------------------- | -------------------------- | ----------------- |
| Prefectura Provincial | Homero López Saud          | PRE               |
| Esmeraldas            | Ernesto Estupiñán Quintero | MPD               |
| Atacames              | Galo Sánchez Castro        | DP                |
| Eloy Alfaro           | Howiswis Reascos Arag      | PSC               |
| Muisne                | José Milton Bucheli Pérez  | PSC               |
| Quinindé              | Patricio López Reascos     | PRE               |
| Río Verde             | Manuel Vera Figueroa       | PRE               |
| San Lorenzo           | Peter Pablo Vergara Arroyo | PSC               |

Fuente:

### Galápagos

#### Ganadores
| Dignidad                                | Candidato ganador               | Partido o alianza |
| --------------------------------------- | ------------------------------- | ----------------- |
| Prefectura Provincial                   | Pedro Zapata Rumipamba          | PSC               |
| San Cristóbal - Puerto Baquerizo Moreno | Hernán Virgilio Vilema Guerrero | DP                |
| Isabela                                 | Pablo Arturo Gordillo Gil       | PSC               |
| Santa Cruz                              | Luis Alfredo Ortiz Cobos        | PSC               |

Fuente:

### Guayas

#### Guayaquil

##### Ganadores
| Dignidad                | Candidato ganador               | Partido o alianza |
| ----------------------- | ------------------------------- | ----------------- |
| Prefectura Provincial   | Nicolás Lapentti Carrión        | PSC               |
| Guayaquil               | Jaime Nebot Saadi               | PSC               |
| Jujan                   | Santiago Medrano Olvera         | ID                |
| Balao                   | Mario Eduardo Molina Jaramillo  | MIPB              |
| Balzar                  | Carlos Aguayo Delgado           | PSC               |
| Colimes                 | Walter Quijije Triviño          | PRE               |
| Marcelino Maridueña     | René Omar Maldonado Ayoví       | CFP               |
| Daule                   | Pedro Salazar Barzola           | PSC               |
| Durán                   | Mariana Mendieta                | PSC               |
| El Empalme              | Mario Sabando Macías            | PSC               |
| El Triunfo              | José David Martillo Pino        | PSC               |
| Bucay                   | Lorens Olsen Pons               | PSC               |
| Isidro Ayora            | Hugo Luis Muñoz Cruz            | PSC               |
| La Libertad             | Patricio Cisneros Granizo       | PRE - PLRE        |
| Lomas de Sargentillo    | Jacinto Navarrete Solórzano     | PSC               |
| Milagro                 | Jacobo Bucaram Ortiz            | PRE - PLRE        |
| Naranjal                | Ruperto Juvencio Espinoza Rivas | PRE               |
| Naranjito               | Lorenzo Vásquez Murillo         | CFP               |
| Nobol                   | Héctor Pluas Jacome             | PRE               |
| Palestina               | Luis Palma López                | PRE               |
| Pedro Carbo             | Victor Jaramillo Donoso         | PRE               |
| Gral. Villamil - Playas | Gregorio Andrade Bravo          | PCE               |
| Salinas                 | Galo Vinicio Yagual Villalta    | CFP               |
| Salitre                 | Julio Olmedo Alfaro Mieles      | CFP               |
| Samborondón             | José Yúnez Parra                | PSC               |
| Santa Elena             | Dionicio Gonzabay Salinas       | PRE               |
| Santa Lucía             | Isidro Ubaldo Urquizo Rugel     | PSC               |
| Simón Bolívar           | Johnny Ricardo Firmat Chang     | DP                |
| Yaguachi                | Pablo Pinela Cortez             | PSC               |

Fuente:

### Imbabura

#### Ganadores
| Dignidad              | Candidato ganador       | Partido o alianza |
| --------------------- | ----------------------- | ----------------- |
| Prefectura Provincial | Gustavo Pareja Cisneros | ID - MUPP         |
| Ibarra                | Mauricio Larrea Andrade | ID - MUPP         |
| Antonio Ante          | Gonzalo Yépez Rocha     | DP                |
| Cotacachi             | Auki Tituaña Males      | MUPP              |
| Otavalo               | Mario Conejo Maldonado  | MUPP - MAJ        |
| Pimampiro             | Edwin Lora Bustos       | PRE               |
| Urcuquí               | Luis Amador Yarad       | ID - PSC          |

Fuente:

### Loja

#### Ganadores
| Dignidad              | Candidato ganador               | Partido o alianza      |
| --------------------- | ------------------------------- | ---------------------- |
| Prefectura Provincial | Raúl Auquilla Ortega            | PSC                    |
| Loja                  | José Bolívar Castillo Vivanco   | DP                     |
| Calvas                | Franklin Cueva Rosillo          | ID - PSC               |
| Catamayo              | Carlos Luzuriaga Galarza        | PRE                    |
| Celica                | Alonso Ríos Hidalgo             | PSC - ID - PRE - FRA   |
| Chaguarpamba          | Víctor Manuel Torres Rivera     | CFP                    |
| Espindola             | Manuel Andrade Rojas            | PCE                    |
| Gonzanama             | Miguel Ángel Briceño            | CFP                    |
| Macará                | Luis Román Jaramillo            | PLRE - CFP             |
| Olmedo                | Néstor Raúl Armijos Barrera     | CFP                    |
| Paltas                | Segundo Guajala Yaguana         | PSC                    |
| Pindal                | Germán Vicente Sánchez González | PSC                    |
| Puyango               | Wilson Córdova Chalán           | PLRE                   |
| Quilanga              | Malvin Fredy Cueva Rojas        | CFP                    |
| Saraguro              | Victor Torres Sigcho            | ID - PS-FA - MUPP - FA |
| Sozoranga             | Orli Renán Flores Guerrero      | PSC                    |
| Zapotillo             | Marlon García Córdova           | DP                     |

Fuente:

### Los Ríos

#### Ganadores
| Dignidad              | Candidato ganador                | Partido o alianza |
| --------------------- | -------------------------------- | ----------------- |
| Prefectura Provincial | Jorge Marún Rodríguez            | PRE               |
| Babahoyo              | Johnny Terán Salcedo             | PSC               |
| Baba                  | Jaime Guerrero Rodríguez         | PSC               |
| Buena Fe              | Patricio Mendoza Palma           | PRE               |
| Mocache               | María Cristina Holguín Gutiérrez | PSC               |
| Montalvo              | Ángel Manuel Erazo Galeas        | PRE               |
| Palenque              | Clovis Álvarez Mosquera          | PRE               |
| Puebloviejo           | Luis Guerra Barros               | PSC - MFLPP       |
| Quevedo               | Marco Orlando Cortés Villalba    | PSC               |
| Urdaneta              | Jorge Washington Subía Vera      | PSC               |
| Valencia              | Marco Troya Fuertes              | PRE               |
| Ventanas              | Manuel Rafael Vera Andrade       | PRE               |
| Vinces                | Mauro Fuentes Fuentes            | PSC               |

Fuente:

### Manabí

#### Ganadores
| Dignidad              | Candidato ganador                | Partido o alianza |
| --------------------- | -------------------------------- | ----------------- |
| Prefectura Provincial | Humberto Guillem Murillo         | PRE               |
| Portoviejo            | Alberto Lara Zevallos            | FRA               |
| 24 de mayo            | Ramón Vicente Cedeño Barberán    | PRE               |
| Bolívar               | Ramón González Álava             | PRE               |
| Chone                 | Eliécer Bravo Andrade            | PSC               |
| El Carmen             | Hugo Benjamín Cruz Andrade       | PSC               |
| Flavio Alfaro         | Pedro Cedeño Mejía               | PRE               |
| Jama                  | Álex Cevallos Medina             | DP                |
| Jaramijo              | Doris López Alonso               | PSC               |
| Jipijapa              | Víctor Lucio Murillo             | MIJ               |
| Junin                 | Berty Santana Álava              | PSC               |
| Manta                 | Jorge Zambrano Cedeño            | PSC               |
| Montecristi           | Washington Arteaga Palacios      | PRE - PLRE        |
| Olmedo                | Winston Palermo Mieles García    | CFP               |
| Pajan                 | Natael Morán Cevallos            | PSC               |
| Pedernales            | Manuel Cedeño Loor               | PRE               |
| Pichincha             | Washington Bolívar Giler Moreira | PSC               |
| Puerto López          | Miguel Ecuador Plua Murillo      | PSC               |
| Rocafuerte            | Dimas Pacífico Zambrano Vaca     | DP                |
| San Vicente           | Omar Hurtado Bravo               | DP                |
| Santa Ana             | Ramón Ángel Mieles Arteaga       | PSC               |
| Sucre                 | Leonardo Viteri Velasco          | PSC               |
| Tosagua               | Daniel Maldonado Zambrano        | PSC               |

Fuente:

### Morona Santiago

#### Ganadores
| Dignidad              | Candidato ganador             | Partido o alianza |
| --------------------- | ----------------------------- | ----------------- |
| Prefectura Provincial | Jaime Mejía Reinoso           | MUPP              |
| Macas                 | Washington Vallejo Garay      | PRE               |
| Gualaquiza            | Lauro Samaniego Ávila         | MUPI              |
| Huamboya              | Miguel Puwanchir Wajarai      | MUPP              |
| Limon Indanza         | Antonio Castillo Orellana     | DP                |
| Logroño               | Angel Molina Riera            | MUPI              |
| Palora                | Claus Díaz Ruilova            | DP                |
| San Juan Bosco        | Nestor Garzon Guzmán          | ID                |
| Santiago              | Segundo Rafael Ruiz Rodríguez | ID                |
| Sucua                 | Braulio Rodríguez Calle       | DP - MUPI         |
| Taisha                | Leonidas Shakay Tivi          | MUPP              |

Fuente:

### Napo

#### Ganadores
| Dignidad                    | Candidato ganador                 | Partido o alianza |
| --------------------------- | --------------------------------- | ----------------- |
| Prefectura Provincial       | Edison Chávez Vargas              | PSC - FRA - MAA   |
| Tena                        | Héctor Sinchiguano Llumiluisa     | PSC - FRA - MAA   |
| Archidona                   | Lider Rosales Rubio               | PSC - FRA - MAA   |
| Carlos Julio Arosemena Tola | Edwin Márquez Obando              | DP                |
| El Chaco                    | Marcelo Farez Reyes               | PSC - FRA - MAA   |
| Quijos                      | Renán Leonidas Balladares Bolaños | MUPP              |

Fuente:

### Orellana

#### Ganadores
| Dignidad              | Candidato ganador              | Partido o alianza                 |
| --------------------- | ------------------------------ | --------------------------------- |
| Prefectura Provincial | Daniel Lozada Cortez           | PSC - FRA - MAA                   |
| Francisco de Orellana | Guadalupe Llori Abarca         | ID - MPD - PS-FA - MUPP - MIO2000 |
| Aguarico              | Franklin Cox Sanmiguel         | ID - MUPP                         |
| La Joya de los Sachas | Hoover Álvarez Guerrero        | PSC - FRA - MAA                   |
| Loreto                | Segundo Isaías Ramírez Mastián | MUPP                              |

Fuente:

### Pastaza

#### Ganadores
| Dignidad              | Candidato ganador             | Partido o alianza |
| --------------------- | ----------------------------- | ----------------- |
| Prefectura Provincial | Roberto de la Torre Andrade   | FIP               |
| Pastaza - Puyo        | Raúl Tello Benalcázar         | MPD               |
| Arajuno               | Ventura Calapucha Cerda       | MUPP              |
| Mera                  | William Batallas Cueva        | DP - MFIC         |
| Santa Clara           | Jacinto Rigoberto Reyes Gómez | PS-FA             |

Fuente:

### Pichincha

#### Quito

##### Ganadores
| Dignidad                       | Candidato ganador         | Partido o alianza |
| ------------------------------ | ------------------------- | ----------------- |
| Prefectura Provincial          | Ramiro González Jaramillo | ID                |
| Quito                          | Paco Moncayo Gallegos     | ID                |
| Cayambe                        | Diego Bonifaz Andrade     | MUPP              |
| Mejía                          | Carlos León Albuja        | ID                |
| Pedro Moncayo                  | Cecilia Mantilla Valencia | PS-FA             |
| Pedro Vicente Maldonado        | José Largo Machuca        | DP - ID - PS-FA   |
| Puerto Quito                   | Tito Aguirre Jumbo        | PSC               |
| Rumiñahui                      | Marcelo Ayala Baldeón     | ID                |
| San Miguel de los Bancos       | Marco Calle Ávila         | PSC               |
| Santo Domingo de los Colorados | Kléber Paz y Miño Flores  | FRA               |

Fuente:

### Sucumbíos

#### Ganadores
| Dignidad                | Candidato ganador               | Partido o alianza |
| ----------------------- | ------------------------------- | ----------------- |
| Prefectura Provincial   | Luis Ángel Bermeo Jaramillo     | MUPP - MPD        |
| Lago Agrio - Nueva Loja | Máximo Abad Jaramillo           | MPD - MUPP        |
| Cascales                | Edmundo Ricardo Vargas Alvarado | MUPP - MPD        |
| Cuyabeno                | Miguel Ángel Rueda              | MPD - MUPP        |
| Gonzalo Pizarro         | Luis Torres Castillo            | DP - PSC          |
| Putumayo                | Armando Rea Gualoto             | DP - PSC          |
| Shushufindi             | Jorge Cajas Garzón              | DP                |
| Sucumbios               | Lidio Villareal Bolaños         | DP - PSC          |

Fuente:

### Tungurahua

#### Ganadores
| Dignidad              | Candidato ganador             | Partido o alianza |
| --------------------- | ----------------------------- | ----------------- |
| Prefectura Provincial | Fernando Naranjo Lalama       | DP - ID - PS-FA   |
| Ambato                | Fernando Callejas Barona      | DP - ID - PS-FA   |
| Baños                 | Hugo Pineda Luna              | DP                |
| Cevallos              | Bayardo Constante Espinoza    | DP                |
| Mocha                 | Hector Orlando Caluña Ramos   | PCE               |
| Patate                | Elicio Cain Aguiar Chicaiza   | MIL               |
| Pelileo               | Euclides Barrera Carrasco     | ID                |
| Pillaro               | Edwin Wilfrido Cortes Naranjo | MFIP              |
| Quero                 | Jaime Nuñez Nuñez             | DP                |
| Tisaleo               | Marcos Arroba Machado         | PSC               |

Fuente:

### Zamora Chinchipe

#### Ganadores
| Dignidad              | Candidato ganador          | Partido o alianza |
| --------------------- | -------------------------- | ----------------- |
| Prefectura Provincial | Víctor Rodríguez Peñarreta | ID - DP - MAA     |
| Zamora                | Víctor Reyes Zúñiga        | DP - MPNZ         |
| Centinela del Cóndor  | Felipe Merino Cueva        | PCE               |
| Chinchipe             | Angel German Pavon Romero  | ID - FRA - MPZCH  |
| El Pangui             | Luis Portilla Andrade      | DP                |
| Nangaritza            | José Modesto Vega Narváez  | DP - PS-FA        |
| Palanda               | Segundo Mejia Bermeo       | CFP - PSC - MIA   |
| Yacuambi              | Manuel González González   | PS-FA             |
| Yantzaza              | Julio Aguilar Sánchez      | DP                |

Fuente: